# لیندا یاکارینو
لیندا یاکارینو (به انگلیسی: Linda Yaccarino) مدیر ارشد رسانه‌ای آمریکایی است. او به عنوان رئیس فروش تبلیغاتی شرکت ان‌بی‌سی یونیورسال فعالیت می‌کرد. در تاریخ ۱۲ مه ۲۰۲۳، ایلان ماسک اعلام کرد که یاکارینو به عنوان مدیر عامل شرکت اکس کورپ و توییتر جایگزین او خواهد شد.

## آغاز زندگی و تحصیلات
یاکارینو در شهر دیرپارک، نیویورک بزرگ شده‌است. او نژاد ایتالیایی دارد. یاکارینو در سال ۱۹۸۵ با دریافت مدرک کارشناسی در رشته مخابرات از دانشکده دونالد پی. بلیزاریو در دانشگاه ایالتی پنسیلوانیا فارغ‌التحصیل شد.

## زندگی حرفه‌ای
یاکارینو برای شرکت ترنر اینترتینمنت به مدت ۱۵ سال کار کرد و به عنوان معاون اجرایی و مدیر عملیات فروش تبلیغاتی به سمت ارشدیت رسید و در توسعه راهکارهای تبلیغاتی و بازاریابی نوآورانه نقش کلیدی داشت. یاکارینو در ماه اکتبر ۲۰۱۱ به شرکت ان‌بی‌سی یونیورسال پیوست. او به عنوان رئیس فروش تبلیغاتی شرکت ان‌بی‌سی یونیورسال، در راه‌اندازی سرویس پخش زنده پیکاک نقش کلیدی داشت.
یاکارینو در سال ۲۰۱۴ به شورای تبلیغات پیوست. در سال ۲۰۱۸، رئیس‌جمهور دونالد ترامپ او را به عضویت شورای رئیس‌جمهور برای آمادگی جسمانی، ورزش و تغذیه منصوب کرد. یاکارینو در ژانویه ۲۰۲۱ به عنوان رئیس هیئت مدیره شورای تبلیغات منصوب شد که دوره خدمت او تا ۳۰ ژوئن ۲۰۲۲ ادامه داشت. یاکارینو به عنوان رئیس، در سال ۲۰۲۱ با دولت بایدن همکاری کرد تا یک کمپین واکسن کووید-۱۹ را با حضور پاپ فرانسیس ایجاد کند. او همچنین ریاست کارگروه آینده کار مجمع جهانی اقتصاد را بر عهده داشت.
یاکارینو در تاریخ ۱۲ مه ۲۰۲۳ از شرکت ان‌بی‌سی یونیورسال استعفا داد. در همان روز، ایلان ماسک اعلام کرد که یاکارینو به عنوان مدیرعامل جدید شرکت اکس کورپ و توییتر انتخاب شده‌است. به مناسبت تصدی این سمت، روزنامه فایننشال تایمز به شک و تردیدهای ایلان ماسک نسبت به مجمع جهانی اقتصاد و ارتباط یاکارینو با این سازمان اشاره کرد که ایلان ماسک قبلاً به دلیل «تبدیل شدن روزافزون به یک دولت غیر منتخب جهانی» از آن انتقاد کرده بود. ماسک به طرفدارانش تضمین داد که ارتباط یاکارینو با مجمع جهانی اقتصاد را به عنوان مانعی برای تعهد خود به آزادی بیان نمی‌داند و دربارهٔ انتصاب یاکارینو به عنوان مدیرعامل توییتر نوشت: «تعهد به شفافیت متن باز و پذیرش دیدگاه‌های متنوع بدون تغییر باقی می‌ماند.»

## زندگی شخصی
یاکارینو و همسرش کلود مادرازو دو فرزند دارند و در شهر سی کلیف، نیویورک زندگی می‌کنند.